# Dolmen du Bois-de-Monfarbeau

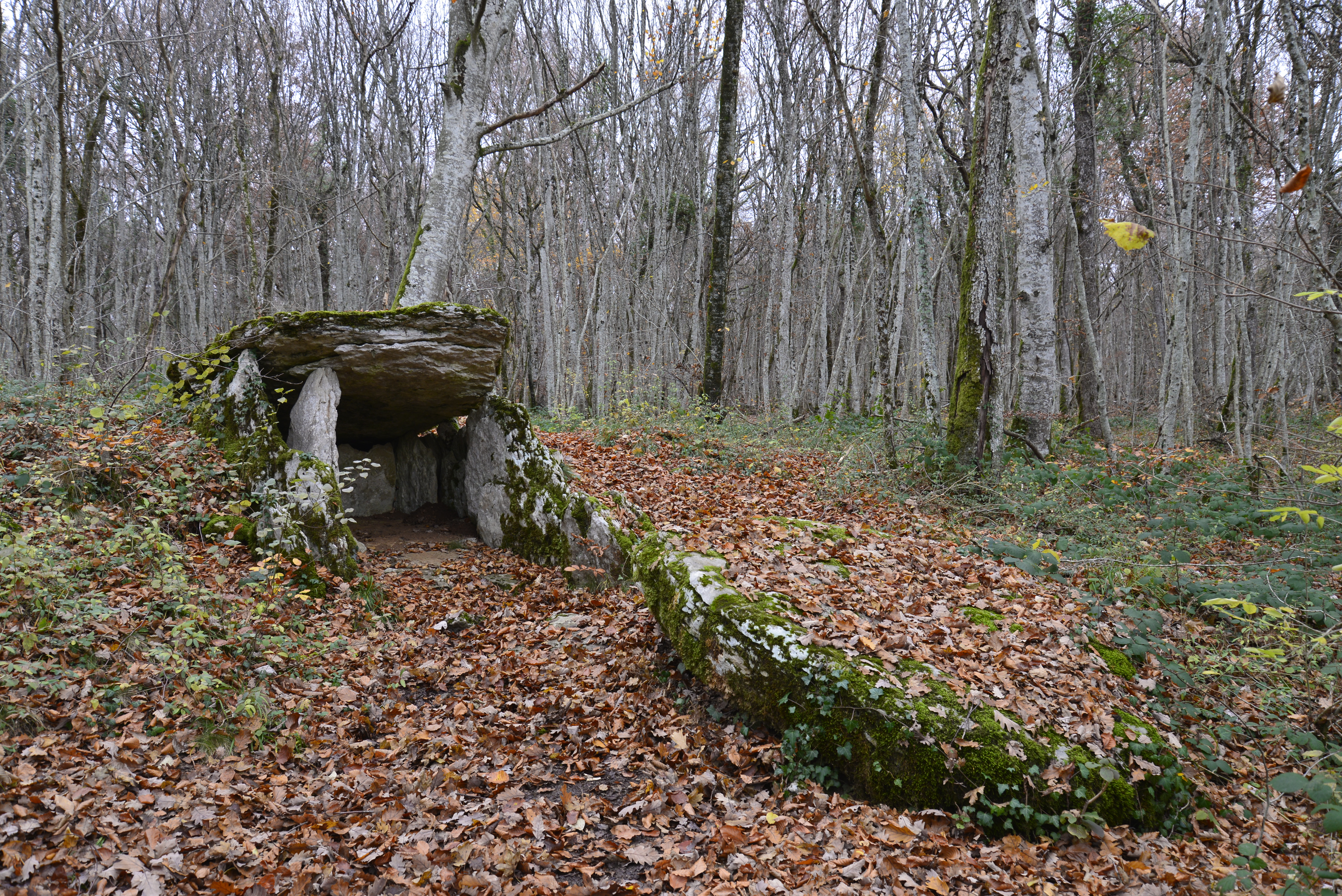
Le Petit

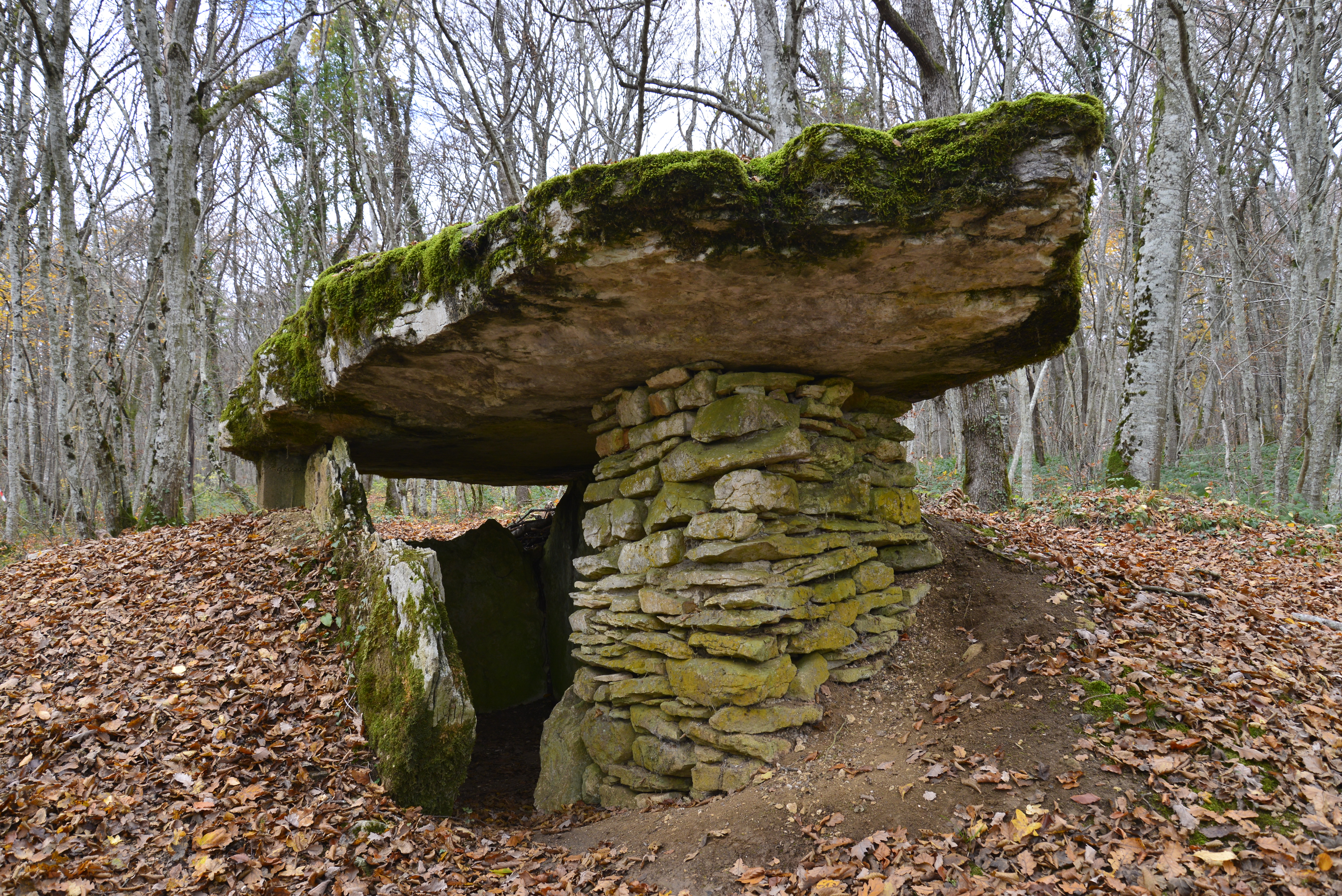
Le Grand

Die Dolmen du Bois-de-Monfarbeau 1 + 2 (auch A + B Dolmens de Ternant oder Le Poiset 1 + 2 genannt) liegen im Wald westlich von Ternant, nahe der Straße „Hameau de Rolle“ (D1048) nach Détain-et-Bruant im Département Côte-d’Or in Frankreich. Dolmen ist in Frankreich der Oberbegriff für Megalithanlagen aller Art (siehe: Französische Nomenklatur).
Dolmen 1 ⊙ (auch Le petit dolmen genannt) liegt näher zur Straße in den Resten seines Tumulus. Erhalten sind mehrere zum Teil verlagerte Tragsteine und der Deckstein.
Dolmen 2 ⊙ (auch Le grand dolmen genannt) hat eine große, relativ dünne Deckenplatte, die an einer Seite auf einem aufgemauerten Steinpfeiler, ansonsten auf den Tragsteinen der Kammer liegt. Bei Ausgrabungen im Jahr 1984 wurden über 400 Knochen von zwanzig Personen sowie Steinwerkzeuge, eine geschliffene Axt, eine Knochenahle, Keramik der Glockenbecherkultur und Tierknochen gefunden.